# Horton (Somerset)
Pour les articles homonymes, voir Horton.
Horton est une paroisse civile et un village du Somerset, en Angleterre.